# Marko Simeunovič
Marko Simeunovič (født 6. december 1967 i Maribor, Jugoslavien) er en slovensk tidligere fodboldspiller (målmand).
Simeunovič spillede 57 kampe for Sloveniens landshold i perioden 1992-2004. Han var med i den slovenske trup til EM 2000 i Belgien/Holland, slovenernes første slutrundedeltagelse nogensinde. Han kom dog ikke på banen i turneringen, hvor han var reserve for førstevalget Mladen Dabanovič. Han deltog også ved VM 2002 i Sydkorea/Japan, hvor han spillede to af slovenernes tre kampe.
På klubplan repræsenterede Simeunovič blandt andet Olimpija og Maribor i hjemlandet, samt cypriotiske Olympiakos Nicosia og AEL Limassol.